# Flosjön
För andra betydelser, se Flosjön (olika betydelser).
Flosjön eller Floen är en sjö i Gagnefs kommun och Leksands kommun i Dalarna och ingår i Dalälvens huvudavrinningsområde. Sjön har en area på 5,99 kvadratkilometer och ligger 197,1 meter över havet. Sjön avvattnas av vattendraget Bynoret (Flosjönoret).
Flosjön är Gagnef kommuns största sjö skogssjö som ligger i Dala-Floda, Gagnefs kommun. En tredjedel av sjön ligger dock i Leksands socken, liksom stora delar av sjöns enda riktiga ö, Harpikön.
En klase av byns Syrholns gårdar, kallad Sjögårdarna når fram till Syrholsviken i Flosjön. I övrigt finns förutom enstaka modernare villor endast fäbostället Sandviken vid sjön. Svartbäcken och Sångån har sina utlopp i sjön. Dalälven påverkar märkbart Flosjöns vattenstånd, och vid vårflod blir det bakvatten upp i sjön, och 1916 höll Flosjön på att söka sig ett nytt utlopp i närhet av Brogärde mellan Syrholn och Lissfors.

## Delavrinningsområde
Flosjön ingår i delavrinningsområde (671522-144695) som SMHI kallar för Utloppet av Flosjön. Medelhöjden är 243 meter över havet och ytan är 32,37 kvadratkilometer. Räknas de 6 avrinningsområdena uppströms in blir den ackumulerade arean 83,38 kvadratkilometer. Bynoret (Flosjönoret) som avvattnar avrinningsområdet har biflödesordning 3, vilket innebär att vattnet flödar genom totalt 3 vattendrag innan det når havet efter 265 kilometer. Avrinningsområdet består mestadels av skog (72 procent). Avrinningsområdet har 5,99 kvadratkilometer vattenytor vilket ger det en sjöprocent på 18,5 procent. Bebyggelsen i området täcker en yta av 0,28 kvadratkilometer eller 1 procent av avrinningsområdet.